# Acicula benoiti
Acicula benoiti is een slakkensoort uit de familie van de Aciculidae. De wetenschappelijke naam van de soort is voor het eerst geldig gepubliceerd in 1864 door Bourguignat.